# Yuigon

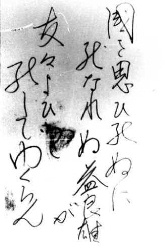
El «jisei», o poema de comiat, de Kuroki Hiroshi, un mariner japonès que va morir en una missió suïcida de torpede humà Kaiten el 7 de setembre de 1944. Diu: «Aquest home valent, tan ple d'amor pel seu país que li resulta difícil morir, està cridant als seus amics i a punt de morir»

Un yuigon (遺言, «testament»), jisei no ku (辞世の句, «frase de resignació») o (絶命詩, «poesia del final de la vida») és un poema de comiat. Aquests poemes de comiat eren paraules pròpies de la persona que s'anava a llevar la vida; resumia els seus pensaments i les seves emocions en el moment en què anava a morir. Quan una persona cometia el seppuku (切腹), normalment hi havia un temps per reflexionar mentre escrivia o componia el poema, però de vegades la mort arribava quan no se l'esperava, llavors els poemes eren molt més espontanis.
Com a gènere de poesia, el poema de comiat es va desenvolupar en les tradicions literàries de les cultures de l'Àsia oriental (el més destacat al Japó, en alguns períodes de la història xinesa, i a la dinastia Joseon de Corea). Solen oferir una reflexió sobre la mort, tant en general com en relació amb la mort imminent de l'autor, que sovint es combina amb una observació significativa sobre la vida. La pràctica d'escriure un poema de comiat té els seus orígens en el budisme zen. Es tracta d'un concepte o visió del món derivat de l'ensenyament budista de les tres marques de l'existència (三法 印, sanbōin), concretament que el món material és transitori i impermanent (無常, mujō), que aquesta afecció a ell causa patiment (苦, ku), i finalment tota la realitat és un buit o absència de la pròpia naturalesa (空, kū). Aquests poemes es van associar amb els sectors literaris, espirituals i dominants de la societat, ja que normalment eren composts per un poeta, guerrer, noble o monjo budista.
L'escriptura d'un poema en el moment de la mort i la reflexió sobre la naturalesa de la mort en un món imperfecte i transitori és exclusiu de la cultura de l'Àsia Oriental. Té estrets vincles amb el budisme, i particularment el budisme zen místic (del Japó), el budisme chan (de la Xina) i el budisme seon (de Corea). Des del seu naixement, el budisme ha posat èmfasi en la importància de la mort perquè la consciència de la mort és la que va impulsar el Buda a percebre la futilitat final de les preocupacions i dels plaers mundans. Un poema de comiat exemplifica tant la «solitud eterna» que es troba al centre del zen i la recerca d'un nou punt de vista, una nova manera de mirar la vida i les coses en general, o una versió de la il·luminació (悟り, satori en japonès; 悟, wu en xinès). Segons l'erudita de religions comparades Julia Ching (秦家懿), el budisme japonès «està tan estretament associat amb la memòria dels morts i el culte ancestral que els santuaris familiars dedicats als avantpassats i que encara ocupen un lloc d'honor a les llars, es diuen popularment el Butsudan, literalment els altars budistes. És costum en el Japó modern de tenir noces xinto, però es recorre al budisme en temps de dol i de serveis funeraris».
L'escriptura d'un poema de comiat es va limitar a la classe alfabeta, la classe dirigent, els samurais i els monjos. Va ser introduït a Occident durant la Segona Guerra Mundial, quan els soldats japonesos, envoltats pel llegat samurai de la seva cultura, escrivien poemes abans de missions o batalles suïcides.

## Poemes de comiat japonesos
Els poemes de comiat van ser escrits per monjos xinesos, coreans i japonesos (aquest últim va escriure en kanshi (漢詩), waka (和歌) o haiku (俳句)) i per molts autors de haiku. Al Japó era una tradició que les persones cultes componguessin un jisei no ku (辞世の句, «frase de resignació») al llit de mort. Un dels primers jisei coneguts va ser escrit pel Príncep Ōtsu (大津皇子 · 663-686) executat el 686.
Per a exemples de poemes de comiat, vegeu els articles sobre el famós poeta haiku Matsuo Bashō (松尾 芭蕉 · 1644-1694), el monjo budista Ryōkan (良寛大愚 · 1758-1831), el constructor de castells Edo Ōta Dōkan (太田 道灌 · 1432-1486), i el mestre gravador Tsukioka Yoshitoshi (月岡 芳年 · 1839-1892). El costum ha continuat al Japó modern.
Diverses persones han compost el seu jisei de diferents formes; el príncep Ōtsu va utilitzar waka i kanshi, i Sen no Rikyū (千利休 · 1522-1591) va utilitzar kanshi i kyōka (狂歌). Un poema de comiat a vegades pot semblar un yuigon (遺言, «testament») per a reconciliar diverses persones després d'una disputa.

### Estil i tècnica
L'estructura del poema pot estar en moltes formes, incloent les dues formes tradicionals de la literatura japonesa: el kanshi (漢詩) i el waka (和歌). De vegades s'escriuen en la forma de haiku (俳句) de tres línies, de disset síl·labes, encara que el tipus més comú de poema de comiat anomenat jisei (辞世, «renúncia») es troba en la forma waka anomenada tanka (短歌, «poema curt», també anomenada 辞世 詠, jisei-ei) que consisteix en cinc línies que sumen 31 síl·labes (5-7-5-7-7), una forma que constitueix més de la meitat dels poemes de comiat que ha sobreviscut (Ogiu, 317-318).
La poesia ha estat durant molt de temps una part central de la tradició japonesa. Els poemes de comiat són típicament graciosos, naturals i emocionalment neutres, d'acord amb els ensenyaments del budisme i del xintoisme. Excepte les primeres obres d'aquesta tradició, s'ha considerat inadequat esmentar explícitament la mort; més aviat, les referències metafòriques, com ara les postes de sol, la tardor o la flor de cirerer caiguda, suggereixen la fugacitat de la vida.

### Exemples
El 17 de març de 1945, el general Tadamichi Kuribayashi (栗林 忠道 · 1891-1945), comandant en cap japonès a la batalla d'Iwo Jima, va enviar una carta final a la seu central imperial. En el missatge, el general es disculpa per no defensar l'illa d'Iwo Jima contra les forces americanes superiors en nombre. Al mateix temps, no obstant això, afirma estar molt orgullós de l'heroisme dels seus homes, que, mancats de subministraments, s'han reduït a lluitar amb els punys i les culates dels fusells. Acaba el missatge amb el poema de comiat tradicional en waka:
| «                        | 国の為 重き努を 果し得で 矢弾尽き果て 散るぞ悲しき 仇討たで 野辺には朽ちじ 吾は又 七度生れて 矛を執らむぞ 醜草の 島に蔓る 其の時の 皇国の行手 一途に思ふ Kuni no tame / omoki tsutome o / hatashi ede / yadama tsukihate / chiruzo kanashiki Ada utade / nobe niwa kuchiji / warewa mata / shichido umarete / hoko o toranzo Shikokusa no / shima ni habikoru / sono toki no / Mikuni no yukute / ichizu ni omou No puc completar aquesta tasca tan pesada per al nostre país S'han acabat totes les fletxes i bales, i tristament caurem. Però si no puc copejar a l'enemic, que el meu cos no es podreixi en el camp. Sí, tornaré a néixer set vegades, i agafaré l'espasa amb la meva mà. Quan aquestes males herbes cobreixen aquesta illa, el meu únic pensament serà per la Terra Imperial. | » |
| — Tadamichi Kuribayashi. | |   |

El 1970, l'escriptor Yukio Mishima (三島 由紀夫 · 1925-1970) i el seu deixeble Masakatsu Morita (森田 必勝 · 1945-1970) van compondre poemes de comiat abans del seu intent de cop d'estat a la guarnició d'Ichigaya,Tòquio, on van cometre el suïcidi ritual de seppuku.
| «                | Sona una petita tempesta nocturna. Diu «caure és l'essència d'una flor», precedint a aquells que ho dubte. | » |
| — Yukio Mishima. | |   |

Tot i que no va compondre cap poema de comiat formal, el darrer poema escrit pel gran poeta Matsuo Bashō (松尾 芭蕉 · 1644-1694), enregistrat pel seu deixeble Takarai Kikaku (宝井其角 · 1661-1707) durant la seva última malaltia, és generalment acceptat com el seu poema de comiat:
| «               | 旅に病んで 夢は枯れ野を かけめぐる Tabi ni yande yume wa kareno o kakemeguru Caient malalt en un viatge, els meus somnis vaguen sobre els camps pansits. | » |
| — Matsuo Bashō. | |   |

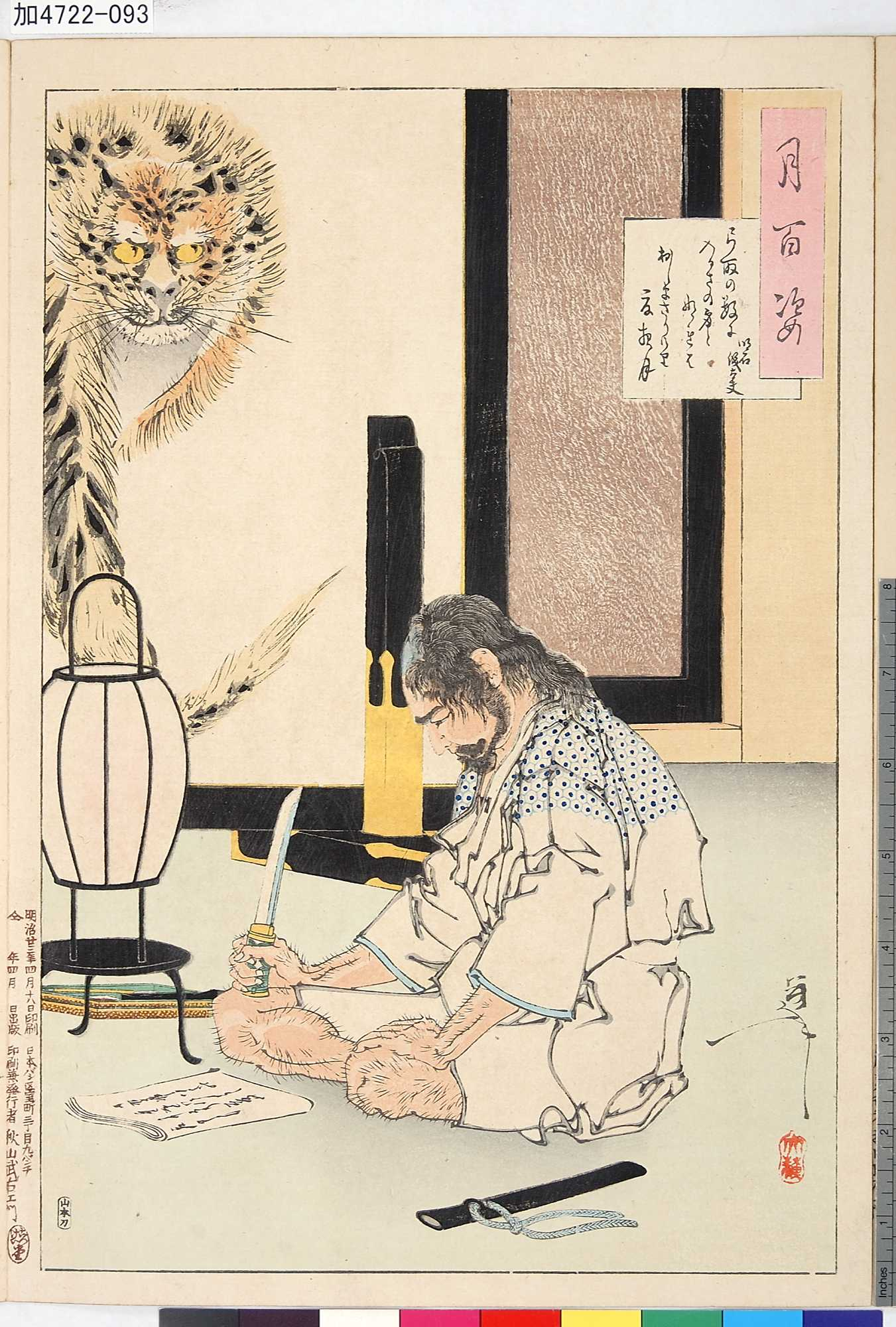
Gravat del general Akashi Gidayū (明石 儀太夫) escrivint el seu poema de comiat abans de realitzar el seppuku, després de perdre una batalla el 1582

Malgrat la gravetat de la matèria, alguns poetes japonesos han emprat lleugeresa o ironia en les seves composicions finals. El monjo zen, Tokō (杜口 · 1710-1795), va comentar la pretensió d'alguns jisei en el seu propi poema de comiat:
| «       | 辞世とは 即ちまよひ たゞ死なん Jisei to wa sunawachi mayoi tada shinan Els poemes de comiat només són miratges. La mort és la mort. | » |
| — Tokō. | |   |

Aquest poema de Moriya Sen'an (m. 1838) va mostrar l'esperança d'una mort entretinguda:
| «                | 我死なば 酒屋の瓶の下にいけよ もしや雫の もりやせんなん Ware shinaba sakaya no kame no shita ni ikeyo moshi ya shizuku no mori ya sen nan Enterreu-me quan mori sota un barril de vi en una taberna. Amb sort, la barrica s'enfonsarà. | » |
| — Moriya Sen'an. | |   |

A la darrera línia, «mori ya sen nan» (la barrica s'enfonsarà), apareix el seu nom (Moriya Sen'an).
Escrit sobre un gran caràcter caligràfic shi (死, mort), el mestre zen japonès Hakuin Ekaku (白隠 慧鶴 · 1685-1768) va escriure el seu jisei així:
| «               | Wakaishu ya shinu ga iya nara ima shiniyare hito-tabi shineba mō shinanu zo ya Oh, gent jove! si temeu la mort, moriu ara! Un cop mort no tornaràs a morir. | » |
| — Hakuin Ekaku. | |   |

## Poemes de comiat coreans
A més dels monjos budistes coreans, els erudits confucians anomenats seonbis (선비) de vegades van escriure poemes de comiat (절명시). No obstant això, els exemples més coneguts són els escrits o recitals fets per personatges històrics famosos davant la mort quan van ser executats per lleialtat al seu antic rei o per una trama insidiosa. Per tant, són versos improvisats, que sovint declaren la seva lleialtat o la seva fermesa. A continuació, es mostren alguns exemples que els estudiants de Corea segueixen aprenent com a models de fidelitat. Aquests exemples estan escrits en sijo (시조) coreà (tres línies de 3-4-3-4 síl·labes o la seva variació) o en format hanja (한자) de cinc síl·labes (5-5-5-5 per a un total de 20 síl·labes) de l'antiga poesia xinesa (五言詩).

### Yi Gae
Yi Gae (이개 · 1417-1456) va ser un dels «sis ministres martiritzats» (사육신) que van ser executats per conspirar per assassinar al rei Sejo (조선 세조 · 1417-1468), que va usurpar el tron del seu nebot Danjong (단종 · 1441-1457). Sejo es va oferir perdonar a sis ministres, incloent Yi Gae i Seong Sam-mun, si es penediria del seu crim i acceptaria la seva legitimitat, però Yi Gae i tots els altres es van negar. Va recitar el següent poema a la seva cel·la abans de ser executat el 8 de juny de 1456. En aquest sijo, «Senyor» (임) realment s'hauria de llegir com «algú estimat» o «estimat», que en aquest cas significa «rei Danjong».
| «         | 방안에 혔는 촛불 눌과 이별하엿관대 겉으로 눈물지고 속타는 줄 모르는다. 우리도 천리에 임 이별하고 속타는 듯하여라. Oh, llum de l'espelma que brilla a l'habitació, amb qui vas participar? Sense cansar-te ni llençant llàgrimes, però, ningú no ho nota. Partim amb el nostre Senyor en un llarg viatge i cremarem com tu. | » |
| — Yi Gae. | |   |

### Seong Sam-mun
Igual que Yi Gae, Seong Sam-mun (성삼문 · 1418-1456) va ser un dels «sis ministres martiritzats», i va ser el líder de la conspiració per assassinar Sejo. Va rebutjar l'oferta de perdó i va negar la legitimitat de Sejo. Va recitar el següent sijo a la presó i el segon (poema de cinc síl·labes) en el seu camí cap al lloc d'execució, on els seus membres van ser lligats a bous i esquinçats.
| «                | 이 몸이 죽어 가서 무어시 될고 하니, 봉래산(蓬萊山) 제일봉(第一峯)에 낙락장송(落落長松) 되야 이셔, 백설(白雪)이 만건곤(滿乾坤)할 제 독야청청(獨也靑靑) 하리라. Què he de fer quan aquest cos estigui mort i desaparegut? Un pi alt i gruixut al cim més alt del Bongraesan, sempre persistent quan la neu blanca cobreixi el món sencer. 擊鼓催人命 (격고최인명) -둥둥 북소리는 내 생명을 재촉하고, 回頭日欲斜 (회두일욕사) -머리를 돌여 보니 해는 서산으로 넘어 가려고 하는구나 黃泉無客店 (황천무객점) -황천으로 가는 길에는 주막조차 없다는데, 今夜宿誰家 (금야숙수가) -오늘밤은 뉘 집에서 잠을 자고 갈거나 Com el so del tambor que crida per la meva vida, giro el cap quan el sol està a punt de posar-se. No hi ha cap hostal cap al camí del món subterrani, la casa on dormiré aquesta nit? | » |
| — Seong Sam-mun. | |   |

### Jo Gwang-jo
Jo Gwang-jo (조광조 · 1482-1519) va ser un reformador neoconfucià que estava senyalat per la facció conservadora que s'oposava a les seves reformes durant la Tercera Purga dels Literats (사화 士禍) de 1519. Els seus enemics polítics van calumniar Jo per ser deslleial en escriure amb mel a les fulles, «Jo es convertirà en el rei» (주초 위왕, 走 肖 爲 王), de manera que les erugues, després de menjar el paper, deixessin la mateixa frase com una manifestació sobrenatural. El rei Jungjong (중종 · 1488-1544) va ordenar la seva mort enviant-li verí i va abandonar les mesures de reforma de Jo. Jo, que havia cregut fins al final que Jungjong veuria els seus errors, va escriure el següent abans de beure verí el 20 de desembre de 1519. La repetició de paraules semblants s'utilitza per ressaltar una forta convicció en aquest poema de cinc síl·labes.
| «              | 愛君如愛父 (애군여애부) 임금 사랑하기를 아버지 사랑하듯 하였고 憂國如憂家 (우국여우가) 나라 걱정하기를 집안 근심처럼 하였다 白日臨下土 (백일임하토) 밝은 해 아래 세상을 굽어보사 昭昭照丹衷 (소소조단충) 내 단심과 충정 밝디 밝게 비춰주소서 He estimat el meu sobirà com el meu propi pare. M'he preocupat pel país com la meva pròpia casa. El sol brilla mirant a la terra, brilla de manera brillant al meu cor vermell. | » |
| — Jo Gwang-jo. | |   |

### Jeong Mong-ju
Jeong Mong-ju (정몽주 · 1337-1392), considerat «pare» del neoconfucianisme coreà, va ser un alt ministre de la dinastia Goryeo (고려국) quan Yi Seong-gye (태조 · 1335-1408) va derrocar al rei U (우 · 1365-1389) i va establir la dinastia Joseon (대조선국) el juliol de 1392. Jeong va respondre amb el següent sijo a Yi Seong-gye quan aquest li va demanar el seu suport amb un poema propi. Tal com va sospitar, Jeong va ser assassinat per cinc homes la mateixa nit, el 4 d'abril de 1392.
| «                | 이몸이 죽고 죽어 일백 번 고쳐 죽어 백골이 진토되어 넋이라도 있고 없고 임 향한 일편 단심이야 가실 줄이 있으랴. Si aquest cos morís i tornés a morir cent vegades, i els ossos blancs es convertissin en pols, amb o sense rastre d'ànima, el meu cor ferm cap al Senyor mai desapareixerà. | » |
| — Jeong Mong-ju. | |   |